# 河野土洋
河野 土洋（かわの くにひろ、1941年8月31日 - 2017年10月29日）は、日本の作曲家・編曲家。東京都出身。長男は、作曲家の河野圭。
テレビ・CM・吹奏楽など幅広いジャンルで活躍。シンセサイザーによる楽曲も多く手掛けた。代表作に、AC（公共広告機構）のサウンドロゴ、テレビアニメ『サザエさん』の劇伴（BGM〈2代目〉）など。

## 来歴
中学生の頃からヴァイオリンを始め、朝日ジュニア・オーケストラにて指導者で作曲家の呉泰次郎に音楽の基礎を学ぶ。東京都立新宿高等学校卒業。
学生時代には大学のオーケストラや芥川也寸志が音楽監督を務めた新交響楽団のコンサートマスターとして活動。芥川直々の指導のもと、長期にわたるリハーサルや数多くのコンサートを通じて楽曲を演奏・分析した経験が、その後の音楽活動に大きな影響を与えることとなった。同時期に和声学を島岡譲に学んだ。
東京工業大学大学院修士課程では高分子材料工学を専攻。修了後は三菱製紙研究所で研究職に就くが、3年後に辞して本格的にプロの音楽家へ転身。ヴァイオリニストとしてスタジオミュージシャン活動を始め、作曲活動としてTVCMの音楽がヒットし、業界で認められるようになった。
その後は博覧会や企業のイベント、PRビデオなどの音楽制作をはじめ、TVドラマ、アニメ、ゲーム、学習・教育教材、ステージなどの音楽、そしてポップスCDへと広がっていった。
1998年、吹奏楽作品「ブラジリアン・ポートレート」が全日本吹奏楽コンクールの課題曲に選ばれる。以来、吹奏楽作品にも取り組んでいる。
母校である東京工業大学では、世界文明センターの芸術学院・特任教授として「ミュージック・サウンド入門」の講義を担当した。
2017年10月29日、急逝。76歳没。告別式は同年11月1日に行われた。訃報は、日本音楽著作権協会会報「JASRAC NOW」（2018年4月号）に掲載された。

## 特色・人物
「皆が喜ぶ、愛のある優しい曲作り」を目指しており、クラシックで磨いたオーケストレーションやストリングスのアレンジを基調としている。作曲ジャンルは幅広く、音頭や演歌、ポップス、ロック、クラシックまで手掛けた。
シンセサイザーの導入にも早くから取り込み、小説『宇宙皇子』のイメージアルバムであるシリーズ「交響絵巻・宇宙皇子（うつのみこ）」（全10巻・日本コロムビア）では、生楽器の生演奏のオーケストラや横笛やピアノと、シンセサイザーの中でも歴代の名器といわれる国内外の音源を駆使した演奏とのコラボレーションを実現させた作品となっている。
手掛けたCM音楽の数は1200曲を越え、企業のサウンドロゴは1400以上作成したという。
ACジャパンのサウンドロゴに関して、当初は「バカ正直に」"A-C（ラ・ド）"の音程にしようとしたが、「なんとなく座りが悪い」との理由から、長2度上げた“H-D（シ・レ）”の音程にしたという。
テレビアニメ『サザエさん』では、越部信義の後任として劇伴（BGM）を作曲を1998年から死去する2017年まで担当。作中では既存の越部の楽曲と共に使用され、没後も引き続き使用されている。なお、2019年以降の新曲は息子である河野圭が引き継いで担当している。
東京工業大学での講義は、クラシックの和声学とジャズ･ポピュラーのコード理論を並列して取り上げ、あらゆる音楽を受け入れ、生演奏の作品はもちろん、ピアノや五線譜に頼らないパソコンでの作品制作を課題とするユニークなものであったという。
岐阜メモリアルパークにおける石井幹子デザインによるライトアップイベントでは、4種類のコンピュータ・コントロールの8トラック音楽を光と同期・演奏させるという複雑で緻密な作品も手がけた。

## 主要作品

### レコード・CD
- 交響絵巻「宇宙皇子（うつのみこ）」全99曲 CD10枚（日本コロムビア）
  1. 交響絵巻「宇宙皇子」【第一巻】（全9曲）LP (1985年)（オリコン・アルバム部門第87位）
    - 1:「序曲〜古代の奔流」／2:「宇宙皇子(うつのみこ)」／3:「仲間」／4:「愛しき者へ」／5:「勇気ある戦い」／6:「故郷・飛鳥・金剛山(ふるさと・あすか・こんごうさん)」／7:「荒ぶる神々」／8:「安らぎ」／9:「終曲〜生きとし生ける物の歌」

  2. 交響絵巻「宇宙皇子」【第二巻〗（全10曲）LP (1986年)
    - 1:「名もなき花々の散華(さんげ)」／2:「一期一会」／3:「愛しき太陽(てだ)に死す」／4:「キジムナー」／5:「毛遊び(もうあしび)の夜」／6:「青年不動明王」／7:「野生は神なり」／8:「夢狩人たちの京(みやこ)」／9:「見知らぬ神との対話」／10:「逢う時は別れ」

  3. 交響絵巻「宇宙皇子」【第三巻】（全10曲）LP (1987年)
    - 1:「旅立ち」／2:「天(あま)かける皇子」／3:「須弥仙(しゅみせん)」／4:「月宮殿」／5:「四天王の試練」／6:「嘆星(なげきぼし)」／7:「めぐりあい・六連星(むつらぼし)」／8:「補陀落渡海(ふだらくとかい)」／9:「悠々七仙人」／10:「天海無辺」

  4. 交響絵巻「宇宙皇子」【第四巻】天上篇（全10曲）LP &CD(1988年)
    - 1:「妄執の島」／2:「星狩り場の悲劇」／3:「宇宙皇子、激昂」／4:「荒魂(あらみたま)」／5:「和魂(にぎみたま)」／6:「それぞれの戦い」／7:「花の森幻想)」／8:「一創万生、一刀万殺(いっそうばんしょう、いっとうばんさつ)」／9:「神変大菩薩」／10:「めぐり愛」

  5. 交響絵巻「宇宙皇子」【第五巻】天井篇（全10曲）(1989年)以降CDのみ
    - 1:「如来の島」／2:「平城京異変」／3:「落葉帰根の詩(うた)」／4:「天山を前にして」／5:「さらばいとしの客人(まれびと)」／6:「光の世界」／7:「苦痛楽土」／8:「父神よ」／9:「珍御子よ(うずみこよ)」／10:「七星剣に祈る」

  6. 交響絵巻「宇宙皇子」【第六巻】妖夢篇（全10曲）（1990）
    - 1:智童子 宇宙皇子／2:怪童 龍頭（りゅうとう）／3:宿敵 道鏡／4:二つの巡り合い／5:各務の覚悟／6:気ままな遊鬼／7:妖霊 一本タタラ／8:各務の苦闘／9:乱／10:二つの笛

  7. 交響絵巻「宇宙皇子」【第七巻】（全10曲）(1991年)
    - 1:神火との戦い／2:不思議の鬼／3:道鏡と考謙帝の恋／4:確執／5:恵美押勝の謀叛／6:天平の素顔／7:金剛山攻め／8:天武から天智の血へ／9:未知への遠征／10:蝦夷（えみし）での戦い

  8. 交響絵巻「宇宙皇子」【第八巻】妖夢編（10曲）(1992年)
    - 1:流民王国の挫折／2:小角を打つ／3:波瀾の即位／4:束の間の寛ぎ／5:さらば平城京／6:怨念の京にて／7:蓮華の各務／8:雪蛍童子入門／9:平安楽土 万年春／10:初心へ返れ

  9. 交響絵巻「宇宙皇子」【第九巻】煉獄篇（全10曲）(1993年)
    - 1:地獄界へ落ちて／2:闇からの使者／3:平穏すぎる国で／4:飛行鬼の襲撃／5:永遠の迷路／6:三途の川、怨み歌／7:閻魔王との対決／8:闇の帝王、見参／9:魔龍鬼女／10:観音菩薩具現

  10. 交響絵巻「宇宙皇子」【第十巻】（全10曲）(1994年)
    - 1:地獄の蛍／2:愛、燃えてうたかた／3:仮面の下／4:つがいの地獄花／5:魔宮の饗宴／6:郭公よ、夢を歌いつづけて／7:浄土瞑想／8:めくるめく陶酔／9:幻影宮炎上／さよなら、皇子

- アニメ本編「宇宙皇子」サウンドトラック（含主題歌21曲）（日本コロムビア/1988）
  - 1:序曲とタイトルバック1,2／2:「夢狩人」(主題歌)作詞:藤川桂介／3:緊張と衝撃1,2,3,4,5／4:神秘と幻想の世界1,2,3／5:広足との戦い1,2,3／6:魚養･不比等･三鬼1,2,3,4／7:なよ竹の調べ1,2,3／8:多々良女1,2,3／9:皇子の激情･決意･勇姿1,2,3,4／10:仲間･キジムナー・各務1,2,3,4／11:小角1,2／12:小角の霊力／13:都の荒廃･妖魔の出現1,2／14:妖魔との戦い／15:重い対決1,2／16:鬼笛1,2,3／17:地の叫び1,2／18:不動明王に変身／19:天空からの雲／20:終曲･皇子となよ竹／(21)「限りなき愛を」(エンドタイトル)作詞:藤川桂介／

- 「城野ダンス」学芸シリーズ（作詞：城野賢一）（東芝EMI）
  - 1:「お花のお祭り」／2:「親波子波」／3:「がんばれ白雪姫」／4:「金の孔雀」／5:「島の女王」／6:「スペインの雨」／7:「天空の旗」／8:「人魚のフラダンス」／9:「のっぽやしとちびっこやし」／10:「花ランプ」／11:「バナナはいかが」／12:「フェアリー・シアター」／13:「フラワー・ギャル」／14:「バナナはいかが」／15:「ブーゲンビリア」／16:「緑の宇宙人」／（16曲）

- ヒーリング･アルバム「悠久の郷」二胡とシンセサイザー（1997）（Infini Music）
  - 1:夜明けのアリア／2:秘められた熱情／3:恋は憂うつ／4:哀しみ／5:遠く子守歌／6:ミスティック･ムード／7:悠久の郷へ

- シングル（作・編曲）
  - 小川範子（作詞：松井五郎）「好奇心」／「Snow Blue あなたは知らない」（1990）
  - おむすび音頭（歌：田川寿美)（作詞：芦田しげる／補作詞:荒木とよひさ）
  - 勘三郎音頭（歌：小金沢昇司）(作詞：なるせゆきお／補作詞：荒木とよひさ）

### ステージ
- カゴメ劇場（ぬいぐるみミュージカル）音楽（作･編曲･プログラミング）
  - 1982年〜
  - 近年の作品 1996年「野菜大好き元気な子」「ヘンゼルとグレーテル」／1997年「カゴメドリームレストラン」ほか／1998年「野菜と暮らそう」「オズの魔法使い」／1999年「ジャックと豆の木」ほか／2000年「ケチャッパーズがやってきた！」ほか／2001年「ケチャッパーズがやってきた！」ほか／2002年「メンテロボげんきのひみつ」ほか／ 2003年 「がんばれバイオ隊」ほか／2004年「バイオ隊のまいにちたべよう!3つのなかま」「ももたろう」／2005年「まいにちチェック！げんきのしるし」「長ぐつをはいたネコ」／2006年「いただきますがいえるかな？」「3びきのこぶた」／2007年「やさいのいろのひみつ」「ジャックとまめの木」／2008「3つのなかま」「ももたろう」／2010「3つのなかま」「3びきのこぶた」／2011「やさいのいろのひみつ」「長靴をはいたネコ」

### 管弦楽
- 交響組曲「海底幻想」 神戸ポートピア・三井館（1981年）
  - 1:海底火山鳴動〜海底の夜明け／2:海底賛歌／3:海底小動物たちの活動／4:海上都市〜エピローグ

- GRADIUS in CLASSIC ロンドン・フィル(London Philharmonic Orchestra)（1993年）
  - 1:PRELUDE OF LEGEND – DEPARTURE FOR SPACE／2:AQUA ILLUSION／3:COSMO PLANT – RETURN TO THE STAR

- ワールド・ミュージック・スタンダード・セレクション編曲 札幌交響楽団（2002年）（ダイナックス・札幌交響楽団）
  - 1:星に願いを／2:チキチータ／3:赤とんぼ／4:トゥナイト／5:川の流れのように／6:ザ・ロング・アンド・ワインディング・ロード／7:ボラーレ／8:地上の星／9:シャル・ウィー・ダンス？／10:TSUNAMI／11:ニュー･シネマ･パラダイス／12:パリの屋根の下／13:タイム・トゥー・セイ・グッド・バイ／14:マック･ザ･ナイフ／15:少年時代／16:チキチキ･バンバン／17:虹の彼方に／18:アメイジング･グレイス／19:青春の光と影／20:明日に架ける橋

- 東京工業大学祝典ファンファーレ(2011年)

### CM音楽
- 1973年（29作品）

ニッカウヰスキー・ノースランド／エースコック／パピリオ・プルシェール／エースコック・カレーヌードル／風月堂ゴーフル／ほか
- 1974年（42作品）

集英社／東芝・ダストロン／新宿サブナード／郵政省／ニッセン／SUZUYA／ほか 
- 1975年（67作品）

ロッテ／オッペン化粧品／セイコー／トヨタ／三菱ミニカ／明治屋／サンスター／紀文／デンソー／ほか
- 1976年（99作品）

講談社／カネボウ／有明のハーバー／高島屋／三菱･霧が峰／サントリー／31アイスクリーム／ほか
- 1977年（103作品）

森永／ハウスシチュー／旭化成／東芝ダストロン／ロッテリア／成田空港開港･ミスターリムジン／ほか
- 1978年（135作品）

亀田のアラレ／有明ハーバー／サンシャイン60／アデランス／東芝冷蔵庫／アクロン／三菱霧が峰／ほか
- 1979年（134作品）

フランスベッド／トヨタ・ランドクルーザー／サンシャインシティ／カルビー／オリエント時計／阪急カルバンクライン／ほか
- 1980年（66作品）

ふじっ子煮／オノデン／東京ワンタン本舗／SONY／味の素ハイミー／アロンアルフア／白鶴／ほか
- 1981年（79作品）

東天紅／いの一番／東芝ランドリエ／ソニー・ウォークマン／マクセル／東芝電子保温釜／キッコーマン／ほか
- 1982年（70作品）

味の素ハイミー／キッコーマン／XEROX（カール・ルイス）＝賞／東芝冷凍冷蔵庫／三越呉服／ほか
- 1983年（92作品）

資生堂バスボン／サッポロ一番／グリコ・ワンタッチカレー／東京ワンタン本舗／ブルボン／エトワール／ほか
- 1984年（57作品）

ニコン／神州みそ／キッコーマン／パイロット／日産ローレル／ミキモト化粧品／京セラ／福武書店／ほか
- 1985年（52作品）

メナード／東鳩／ソニー8ミリビデオ／チキータ／福武書店／日産スカイライン／ポピー／アートコーヒー／ほか
- 1986年（46作品）

明星てっぱんやきそば／資生堂／サントリー／カネボウ／メナード／グロンサン／ほか
- 1987年（38作品）

サントリー・オールド・角びん(R)＝賞／公共広告機構（現：ACジャパン）／ディズニー・ウェスタンランド／東京ワンタン本舗／スキー・ペリカン便／ほか
- 1988年（40作品）

竹中工務店／ダンロップ／三菱ダイヤトーン／三菱CeBit／コーセー／中村屋／中西ブルーミング／ほか
- 1989年（35作品）

リポビタンD(犬ぞり)／大阪食博／名古屋デザイン博／スーパーニッカ／東芝ツインロータリーエアコン／ほか
- 1990年（23作品）

セキスイ／セザール／TCKファンファーレII／OPEL／三菱CZClub／アリエール／マックスファクター／ほか
（作品数＞1200件）

### 吹奏楽
- ブラジリアン・ポートレート （1998年度 第46回全日本吹奏楽コンクール 課題曲IV）
- バンド･バイエル 全9曲(1999年)
  - 第1番「コレ・バン！」／第2番「カジュアル・ポップス」／第3番「ジャスト・ジャズ・タッチ」／第4番「コラリッシモ」／第5番「オン・ザ・ビーチ」／第6番「悲しみのソナタ」／第7番「ラフマニアーナ」／第8番「ブラス・ヴァイタミン」／第9番「ペンタ」
- バンド・ピース
  - 「シカゴマーチ」／「新世紀の夜明け」／「予感のシンフォニー」／「メリー・ゴー・バンド」／「グランドワルツ」／「メルヘン少女」／「表情のプリンセス」／「リフレクションズ」
- 予感のシンフォニー(2002年)

### 弦楽曲
- 踊るコントラバス（伊賀健一学長に捧ぐ）(2007年)

### 博覧会・イベント音楽
- 神戸ポートピア・三井館＝交響組曲「海底幻想」(1981年)
- 瀬戸大橋博「メディア伝説」（1988年）
- 奈良・シルクロード博(1988年)
- さいたま博／姫路城・シロトピア(1989年)
- 大阪食博「コロンブスのご馳走」(1989年)
- 名古屋デザイン博・東海銀行館「ダ・ビンチと千利休」(1989年)
- 長崎・旅の博覧会・田崎真珠館(1990年)
- 東京モーターショウ91「起亜自動車」カレードビジョン(1991年)
- 岐阜メモリアルセンター「ワールド・ライトスコープ」 （石井幹子ライトデザイン）シンセフォニック組曲「長良川」(コンピュータコントロール同期音楽)(1991年)
- 姫路文学館「播磨灘物語」(1992年)

### 企業PV（Promotion Video）･学習教材
- 竹中工務店「東京ドーム・スーパースペース88」(1988年)
- 大成建設「斜張橋・夢をつないで」（通産大臣賞）(1992年)
- プラネタリウム音楽「雪原の南十字星」(1988年)
- パンドラの箱」(1991年)
- 「高山植物」
- 「世界の海水魚」
- 学習教材・カセットブック「グリム・メルヒェン」／「パパラギ」／ほか

### TVアニメ
- サザエさん[8]。
- 星の王子さま プチ・プランス
- くじらのホセフィーナ
- コアラボーイ・コッキィ

### ピアノ小品
- ピアノ組曲「Petit Prince」(1978年)
- ピアノ組曲「渚」(1981年)
- ピアノ組曲「非晶」(1984年)

### 店内放送用楽曲
- エーコープ　全国Aコープ協同機構　Ａコープの歌「あなたと私のＡコープ」（1978年）
- エーコープ　全国Aコープ協同機構　Ａコープの歌「いつもの笑顔　Ａコープ」[9]（2009年）

## 著書
- お父さんの作曲New!門（CD付）（ヤマハミュージックメディア/2002年）
- ドンと1拍・音符の読み方（CD付）（ヤマハミュージックメディア/2006年）
- ピアノ名画編曲集「ホームコンサート」編曲（水星社/1974年）
- 実用ポピュラー音楽編曲法（共著･ストリング･アレンジ・パート）（ヤマハ音楽振興会/1974年）